# Sölvi Atlason
Sölvi Atlason  (* 18. März 2000) ist ein isländischer Eishockeyspieler, der seit 2021 erneut für Skautafélag Reykjavíkur in der isländischen Eishockeyliga spielt.

## Karriere
Sölvi Atlason begann seine Karriere als Eishockeyspieler bei Skautafélag Reykjavíkur, für dessen zweite Mannschaft „Fálkar“ er bereits als 13-Jähriger in der isländischen Eishockeyliga debütierte. 2019 wechselte er nach Finnland und spielte zwei Jahre für Rovaniemen Kiekko in der U20-Mestis, der zweithöchsten Nachwuchsspielklasse Finnlands. Anschließend kehrte er zu Skautafélag Reykjavíkur zurück und wurde mit dem Klub 2023 und 2024 isländischer Meister.

### International
Im Juniorenbereich spielte Sölvi Atlason für Island bei den U18-Weltmeisterschaften 2015 in der Division III und 2016, 2017, als er die beste Bullybilanz des Turniers aufwies, und 2018, als er zum besten Spieler seiner Mannschaft gewählt wurde, in der Division II sowie den U20-Weltmeisterschaften 2015 in der Division II und 2016, 2017, 2018, 2019 und 2020 in der Division III.
In der isländischen Herren-Auswahl debütierte Sölvi Atlason bei der Weltmeisterschaft 2018 in der Division II. Dort spielte er auch bei den Weltmeisterschaften 2019, 2022 und 2023. Zudem vertrat er seine Farben bei der Olympiaqualifikation für die Winterspiele in Peking 2022.

## Erfolge und Auszeichnungen
- 2015 Aufstieg in die Division II, Gruppe B, bei der U18-Weltmeisterschaft der Division III
- 2020 Aufstieg in die Division II, Gruppe B, bei der U20-Weltmeisterschaft der Division III
- 2022 Aufstieg in die Division II, Gruppe A, bei der Weltmeisterschaft der Division II, Gruppe B
- 2023 Isländischer Meister mit Skautafélag Reykjavíkur
- 2024 Isländischer Meister mit Skautafélag Reykjavíkur